# تنينة مدينية
التُنَيْنة المَدِينيّة (بالإنجليزية: Dracunculus medinensis)‏ هو طفيلي من الديدان الأسطوانية وهو المسبب لداء التنينات.